# 갈색지방조직
갈색지방조직(褐色脂肪組織, 영어: brown adipose tissue)은 백색지방조직과 함께 지방 관련 기관을 구성한다. 갈색지방조직은 거의 모든 포유동물에서 발견된다.
갈색지방조직의 분류는 유사한 기능을 가진 두 별개의 세포 집단을 나타낸다. 첫 번째는 보다 큰 "고전적인" 퇴적물에서 발견되는 근육세포와 공통 발생학적 기원을 공유한다. 두 번째는 교감 신경계에 의해 자극되는 백색지방세포에서 발생한다. 백색지방세포는 백색지방조직에 산재되어 있으며, 베이지(beige) 또는 브라이트(brite: brown in white)라고도 한다.
갈색지방조직은 특히 신생아와 동면하는 포유류에 풍부하다. 갈색지방조직은 성인에도 존재하며 대사적으로 활동적이지만, 사람에서 나이가 들면 그 비율은 감소한다. 갈색지방조직의 주요 기능은 온도 조절이다. 갈색지방조직은 근육의 떨림에 의해 생성되는 열과는 달리, 근육의 떨림에 의하지 않고 열을 생성한다. 갈색지방조직은 몸의 중심부 체온과 에너지 균형을 유지하는 데 중요하지만, 열에 대한 과대사 반응에 해로울 수 있다.
단일 지질 방울을 포함하고 있는 백색지방세포와는 달리 갈색지방세포는 수 많은 작은 방울과 훨씬 더 많은 수의 (철 함유) 미토콘드리아를 포함하며, 이것이 조직에 색상을 부여한다. 갈색지방은 백색지방보다 모세혈관을 더 많이 포함하고 있다. 이들은 조직에 산소와 영양분을 공급하고 생성된 열을 몸 전체로 분배한다.

## 같이 보기
- 지방 세포
- 지방 조직
- 백색지방조직